# اومبرته
اومبرته (به اسپانیایی: Umbrete) یک دهستان در اسپانیا است که در سبیا واقع شده‌است. اومبرته ۱۲ کیلومتر مربع مساحت دارد ۱۲۱ متر بالاتر از سطح دریا واقع شده‌است.